# サトシン
サトシン（本名：佐藤 伸）は日本の絵本作家。1962年、新潟県出身。新潟明訓高等学校卒業。広告制作会社に勤務した後、専業主夫となる。フリーランスのコピーライターで在宅仕事を始めたのち、絵本作家活動に入る。大垣女子短期大学客員教授。

## エピソード
- 小学校6年の頃、遠足のお菓子を持ってくるのを忘れたが、「電信柱5本分　リュックを持ったら　お菓子をもらう」という契約で多数の発注を獲得。また、お菓子をさらに欲しい友達も雇って、多数のリュックを運送するプチ運送会社を経営した。翌日先生たちの間でこの話が問題になり、隣のクラスでは臨時の学級会が開けれ、リュックを預けた友達が全員怒られることになった。[4]
- 「愛妻家」と言われると照れてしまう。[4]
- 愛知のイベントに出たついでにラジオサンキューの番組に飛び込み出演したことがきっかけで、おてて絵本普及協会愛知支部が誕生した。[4]
- ゴロゴロカートで日本全国を旅している。東京の松屋に忘れたまま新潟に帰ったことがある。[4]
- 新幹線で隣のおじさんが食べていた巻き寿司を食べてしまった。また、ラーメン屋で隣の人のギョーザを食べてしまったこともある。[4]

## 作品リスト
- 『うんこ！』 絵：西村 敏雄　出版社：文溪堂　2010年　第1回リブロ絵本大賞、第20回けんぶち絵本の里大賞びばからす賞、第3回MOE絵本屋さん大賞受賞、第4回子どもの絵本大賞 in 九州、第5回書店員が選ぶ絵本大賞受賞
- 『とこやにいったライオン』 絵：おくはら ゆめ　出版社：教育画劇　2010年
- 『わたしはあかねこ』　絵：よしながこうたく　出版社：講談社　2011年
- 『でんせつのきょだいあんまんをはこべ』　絵：西村 敏雄　出版社：文溪堂　2011年
- 『せきとり　しりとり』　絵：高畠 那生　出版社：文溪堂　2011年
- 『おれたちはパンダじゃない』　絵：すがわらけいこ　出版社：アリス館　2011年
- 『ぶつくさモンクターレさん』　絵：西村 敏雄  出版社：PHP研究所　2011年
- 『おかあさんだもの』　絵：松成 真理子  出版社：アリス館　2012年
- 『ショボリン』　絵：まつむら まい  出版社：小学館　2012年
- 『ぼくは年長さん』　絵：田中 六大  出版社：小学館　2013年
- 『むらをすくったかえる』 絵：塚本 やすし  出版社：ディスカヴァー・トゥエンティワン　2013年
- 『ゆけ！ウチロボ！』　絵：よしながこうたく  出版社：講談社　2013年
- 『いぬがかいたかったのね』　絵：細川貂々  出版社：集英社　2013年
- 『リボンちゃん』　絵：細川貂々  出版社：文溪堂　2014年
- 『うそだあ！』　絵：山村浩二  出版社：文溪堂　2014年
- 『だっておさるだもん』　絵：中谷 靖彦  出版社：小学館　2015年
- 『サトシン訳 1曲でわかる！日本むかしばなし』　作曲：河野玄太・八木雄一 レーベル：キングレコード　2017年